# Народная школа
Народная школа — педагогический журнал, издавался в городе Санкт-Петербурге в 1869—1889 гг., два раза в месяц.
Цель издания заключалась в доставлении народным учителям педагогического и общеобразовательного материала и в ознакомлении образованного класса общества с современным ходом народного образования.
Редакторы журнала: Ф. Медников (1869—1877), В. Евтушевский и А. Пятковский (1878—1882), со второй половины 1882 года — один Пятковский.
Журнал издавался при участии лучших педагогических сил Российской империи — Ф. Медникова, Ф. Резенера, В. Водовозова, В. Г. фон Бооля, А. Леве, Н. Левицкий, В. Евтушевского, Д. Семенова, Н. Бунакова и др.